# Iraclie Porumbescu
Iraclie Porumbescu, născut Golembiovski, (n. 9 martie 1823, Sucevița, Ducatul Bucovinei - d. 13 februarie 1896, Frătăuții Noi) a fost un preot ortodox și scriitor român din Bucovina, tatăl compozitorului Ciprian Porumbescu.
A slujit ca paroh în satele bucovinene Șipotele Sucevei (1850-1857 și 1859-1865), Boian (1857-1859), Stupca (1865-1884) și Frătăuții Noi (1884-1896). S-a remarcat ca unul dintre clericii patrioți ai Bucovinei. De asemenea, a fost și un talentat scriitor, fiind numit de unii „Creangă al Bucovinei“.

## Biografie

### Studii
Iraclie Golembiovski s-a născut la 9 martie 1823 într-o familie de țărani români. Părinții săi erau pălimarul Atanasie Golembiovski (născut în 1798 la Sucevița, viitor vornic la Sucevița din 1840) și Varvara Crăciun, originară din Marginea. El și-a spus încă din tinerețe Iraclie Porumbescu, dar numele și l-a schimbat oficial abia în 1881.
Din cauza faptului că pe atunci nu existau școli de stat românești, în 1829 tatăl său l-a dat pe micul Iraclie la Mănăstirea Sucevița pentru ca să învețe să citească și să scrie. Mai târziu a studiat în Voievideasa (Fursenthal), sat învecinat, locuit în mare parte de etnici germani. El s-a aflat în grija egumenului Ghenadie Platenchi, care-l și botezase. După plecarea egumenului la Mănăstirea Putna, copilul l-a însoțit. La mănăstire, Iraclie a învățat cântarea psaltică. A urmat cursul primar la Suceava, apoi s-a înscris la Gimnaziul din Lemberg. În 1843, în perioada studiilor la Lemberg, a fost arestat și ținut șase săptămâni în temniță din cauza faptului că locuise împreună cu un revoluționar polonez. După eliberare a plecat la Cernăuți, unde a studiat la Obergymnasium din Cernăuți. Acolo l-a avut profesor de limba și literatura română pe Aron Pumnul.
Apoi a urmat studii superioare la Institutul Teologic din Cernăuți (1847-1850). În perioada studenției a început să scrie poezii patriotice, pe care le-a publicat în ziarul Zimbrul, sub pseudonimul Porumbescu. Devine secretar de redacție al ziarului cernăuțean Bucovina publicat între anii 1848-1850 de familia Hurmuzachi. În casa acestora, el a cunoscut mai mulți revoluționari pașoptiști printre care și pe Vasile Alecsandri. Acesta l-a îndemnat să culeagă folclor din satele bucovinene, zicându-i: „Scrie, să împărtășești și neamului d-tale și al nostru ceea ce ai și ceea ce știi d-ta. Așa se cade, așa e bine, așa să facem cu toții după puterile noastre. (...) Cel mai scurt cântec, cea mai mică poveste să nu o bagatelizezi, să nu o ignorezi, să o scrii; ele sunt ori frânturi din întreguri mai mari, ori conțin în sine un întreg sintetic.”.

### Preot

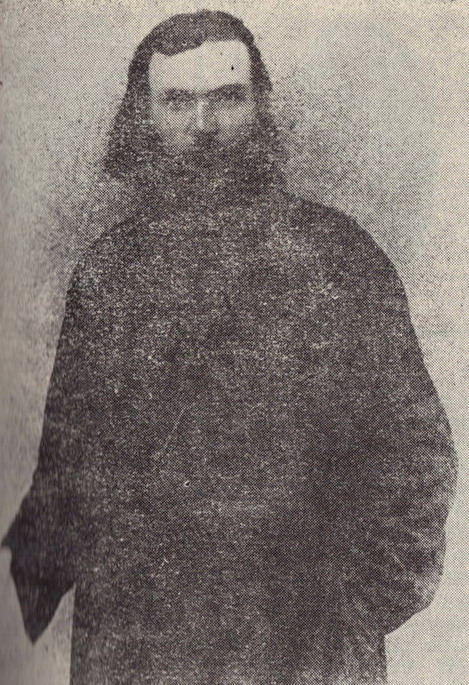
Iraclie Porumbescu, în tinerețe

La 20 august 1850, el s-a căsătorit cu poloneza Emilia Clodnițchi (1826-1876), fiica brigadierului silvic din Voievodeasa. Cununia a avut loc în Biserica Înălțarea Sfintei Cruci din Volovăț, ctitorie a domnitorului Ștefan cel Mare. După absolvirea institutului, Iraclie a fost hirotonit ca preot de către episcopul Eugenie Hacman.
Primul său loc de păstorire a fost în satul de huțani Șipotele Sucevei din ocolul Câmpulungului Rusesc, unde a slujit ca paroh între anii 1850-1857 și 1859-1865. Istoricul Ion Nistor afirmă că episcopul Eugenie l-a rânduit într-un sat huțănesc ca pedeapsă pentru corespondențele sale în care combătea atitudinea antiromânească care se instalase în biserica din Bucovina în perioada arhipăstoririi episcopului Hacman. După cum își amintea mai târziu Iraclie Porumbescu, locuința preotului din Șipote nu se deosebea de bordeiele țăranilor cei mai săraci. „Locuința mea de atunci, numai așa aș putea-o numi casă, dacă tot casă-i acea clădire din patru păreți din bârne necioplite și neunse, cu crăpăturile dintre bârne neastupate decât cu mușchi de pădure, cu un cuptor mare și cu o fereastră în față, cu alta micuță în spre ogradă jos, fără nici o podeală ...” În această casă s-a născut la 14 octombrie 1853 compozitorul Ciprian Porumbescu, cel de-al doilea copil al lui Iraclie și al Emiliei Porumbescu și autorul imnurilor naționale „Trei culori", "Pe-al nostru steag e scris Unire”, al nemuritoarei „Balade” și al primei operete românești Crai nou.
Părintele Iraclie s-a dovedit un gospodar harnic, reușind să construiască o casă nouă și încăpătoare. Între anii 1859-1864, și-a petrecut verile la Șipote compozitorul Carol Miculi, directorul Conservatorului din Lemberg. El venea aici pentru a culege cântece populare românești, fiind găzduit de preotul paroh.
În martie 1857, preotul Iraclie Porumbescu a fost trimis ca paroh în satul Boian (astăzi în Ucraina) pentru a salva acel sat de catolicizare și de slavizare. În acel sat sătenii se răzvrătiseră împotriva parohului ortodox Simion Andruhovici pe care-l acuzau de abuzuri. Ca urmare a uneltirilor preotului greco-catolic Chlibowicki din Sadagura, 909 locuitori din Boian trecuseră la greco-catolicism. La Boian, preotul a reușit să pacifice localitatea și să apere biserica și cimitirul ortodox pe care doreau să le ocupe țăranii trecuți la greco-catolicism.
Cu toate acestea, lipsurile materiale (enoriașii nu plăteau niciun ban pentru preot și nici nu voiau să presteze robota) și atitudinea nebinevoitoare a episcopului Eugenie Hacman au determinat pe părintele Iraclie să ceară Consistoriului Eparhial să fie transferat din nou la Parohia Șipote. Cererea sa i-a fost acceptată abia în aprilie 1859.
În anul 1865, preotul Iraclie Porumbescu a fost mutat la Stupca, un sat mare și frumos. Aici exista o colonie de țigani lăutari. În 1866, an de foamete cumplită, un țigan bătrân a venit la ușa preotului cerșind de mâncare. El i-a vândut lui Iraclie o vioară veche, la care nu mai putea să cânte. Preotul a trimis vioara înnegrită și stricată la lutierul Martin Richter din Lemberg. Acesta i-a oferit 100 de florini pe ea, dar Iraclie a refuzat s-o vândă. Vioara a fost reparată, iar pe eticheta din interior se putea citi că instrumentul muzical a fost confecționat de lutierul Nicolò Amati în 1626. În 1876, preotul a rămas văduv, după decesul soției sale. Aceasta a fost înmormântată în curtea bisericii din Stupca.
După moartea fiului său, compozitorul Ciprian Porumbescu (1853-1883), preotul Iraclie Porumbescu s-a mutat ca paroh la Biserica de lemn din Frătăuții Noi, unde a slujit între anii 1884-1896. La Frătăuții Noi, preotul Iraclie a fost și învățător; el a organizat la școala din sat cursuri de industrie casnică, de împletituri (din nuiele, papură, paie ori pănuși) și de apicultură.
El a criticat politica antiromânească a episcopului Eugenie Hacman care îi învinuia pe unii preoți de iredentism românesc pentru a-i discredita în ochii guvernului austriac. În 1893 a fost numit exarh arhiepiscopal, iar în 1895 egumen al Mănăstirii Putna.
Iraclie Porumbescu a decedat la 13 februarie 1896, la vârsta de 73 de ani. A fost înmormântat în cimitirul din jurul bisericuței de lemn, foarte aproape de altarul la care slujise ca preot. Pe crucea sa de mormânt se află următoarea inscripție: "Aice zace marele naționalist și poet ecsarch archiepiscopal Jraclie PORUMBESCU paroch ortodocs nă ot Sucevița în 9/III 1823 mort la 13/II 1896. Fiei țerina ușoară". Fiul său, Ștefan Porumbescu (1856-1896), a murit și el în același an și a fost înmormântat tot lângă peretele bisericii.
În anul 1971 s-a inaugurat complexul muzeal de la Stupca, iar rămășițele pământești ale părintelui Iraclie și ale lui Ștefan Porumbescu au fost deshumate și transportate în cimitirul satului Stupca, fiind reînhumate lângă mormintele lui Ciprian Porumbescu (1853-1883), ale mamei sale Emilia (1826-1876) și ale celorlalți frați ai compozitorului.

## Activitatea literară

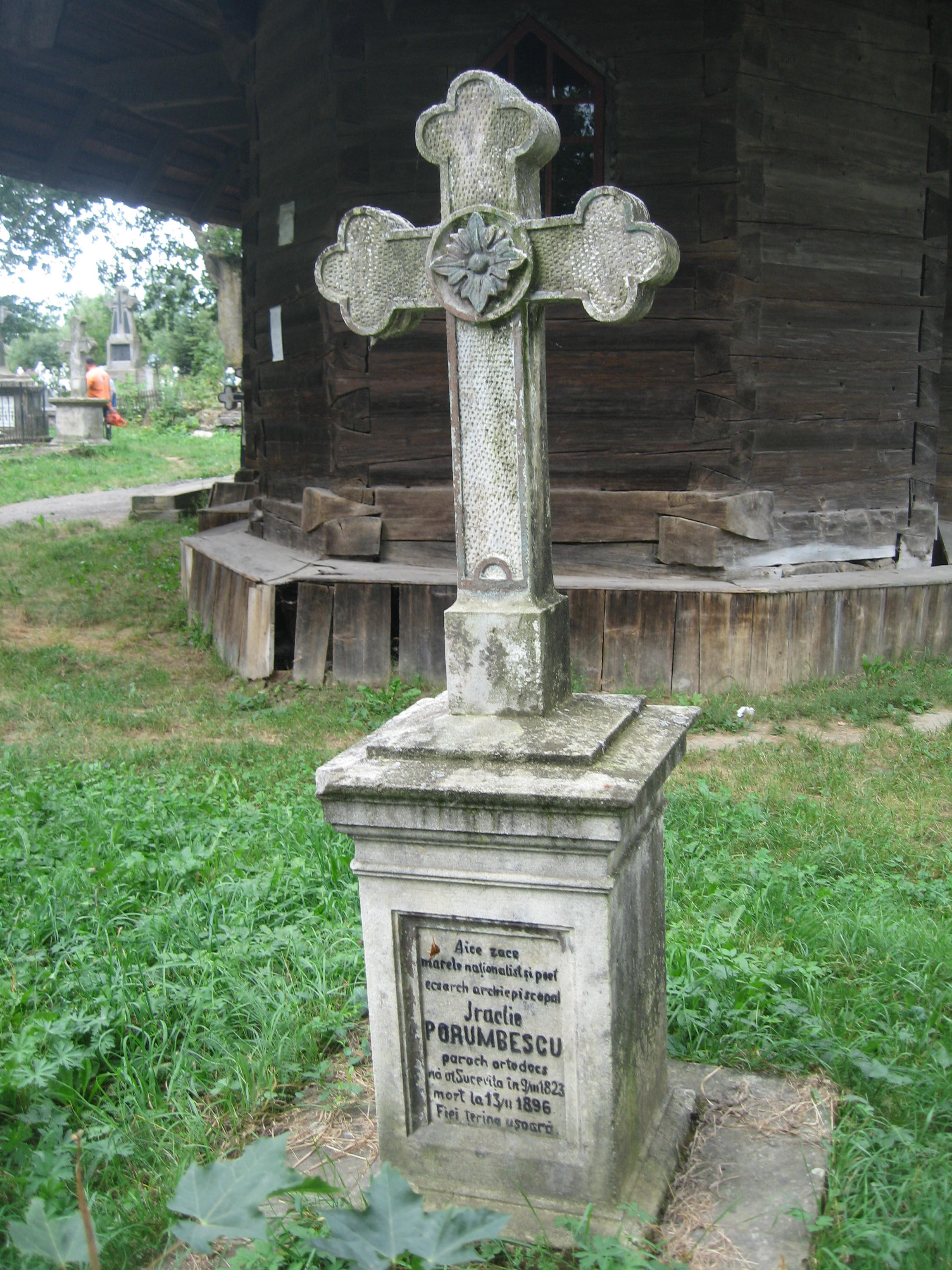
Crucea de mormânt a preotului Iraclie Porumbescu de lângă biserica de lemn din Frătăuții Noi.

Iraclie Porumbescu a fost unul dintre primii scriitori români din Bucovina. El a colaborat la periodicele Albina Românească (editată de Gheorghe Asachi la Iași), Bucovina (Cernăuți), Foaie pentru minte, inimă și literatură (Brașov), Gazeta Transilvaniei (Brașov), Românul (București), Zimbrul (Iași), Fântâna Blanduziei (București) ș.a.
Se remarcă în calitate de autor de versuri (balade, poezii patriotice), proză, schițe, prelucrare a unor legende istorice sau amintiri. Pe lângă culegerea de folclor, el scrie balade după model folcloric („Anița”), prelucrează legende din popor („Ieremie Movilă și sihastrul sau Altariul mânăstirii Sucevița”) sau evocă obiceiuri legate de îndeletnicirile sătești („Stâna”). În poeziile sale patriotice, el exaltă originea latină a neamului („Fata de roman”), elogiază unii luptători români din Revoluția de la 1848 („Lui Iancu”) sau își exprimă compasiunea pentru cei loviți de soartă („Poetul”, „Cerșetorul”). Poemele sale suferă din cauza limbii inundate de latinisme și germanisme.
Spre deosebire de poeme, amintirile sale folosesc o limbă mai curată pentru a reconstitui diverse perioade ale vieții sale sau pentru a evoca diferite evenimente istorice sau personalități ale epocii.
O parte din scrierile lui Iraclie Porumbescu (poezii, proză și amintiri) au fost publicate postum în volumele: 
- Scrierile lui Iraclie Porumbescu, adunate și însoțite de o schiță biografică de Leonida Bodnărescu (Cernăuți, 1898), VI + 194 p.
- Amintiri (București, 1943) - ediție îngrijită de Ion Ștefan, criticată de Dr. Leca Morariu în revista “Candela", an LVII, 1946, pp. 425-433
- Amintiri (Cluj-Napoca, 1978), 231 p. - ediție îngrijită, prefață, note și glosar de Nicolae Oprea

## Imagini

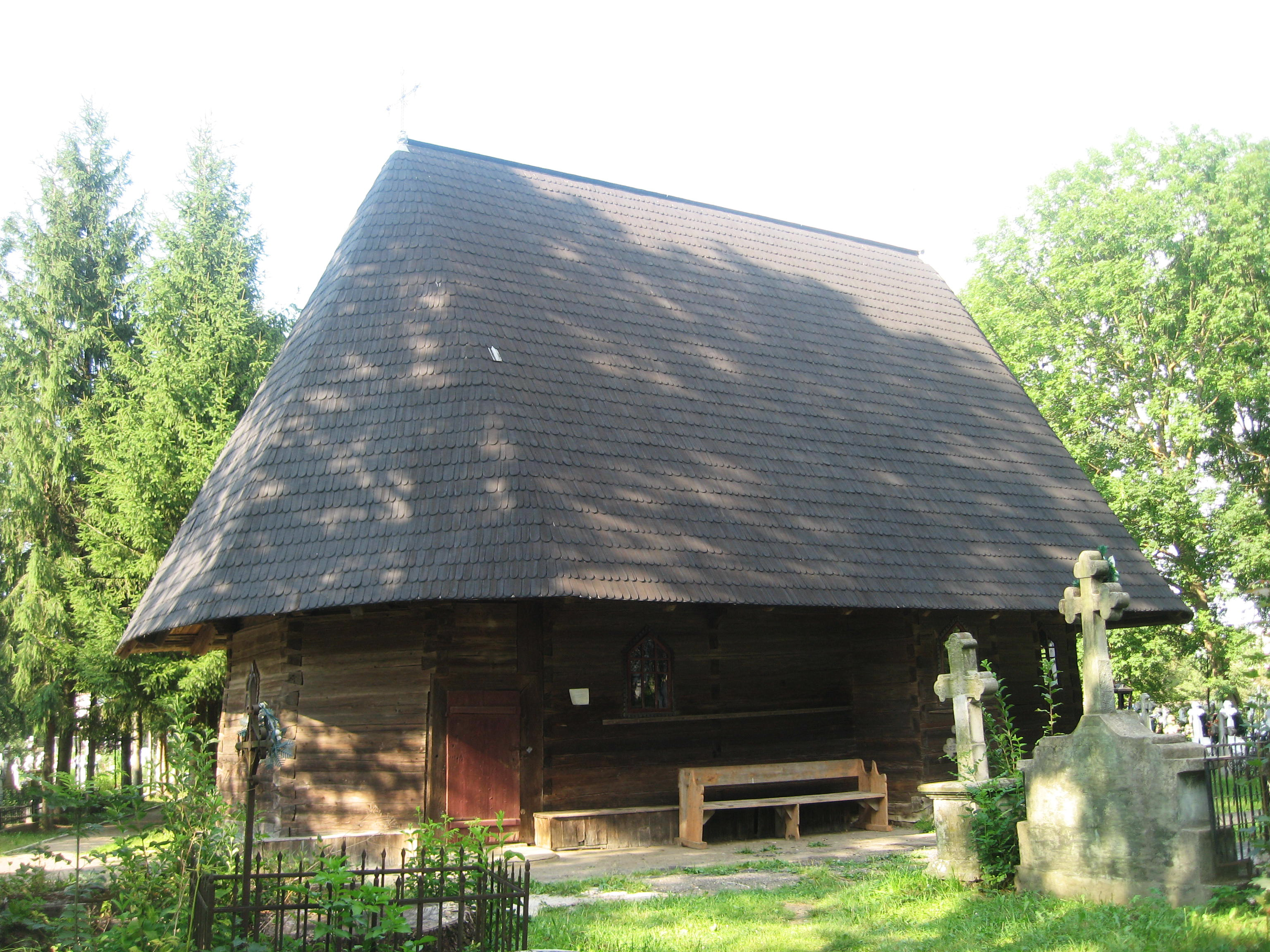
Biserica de lemn din Frătăuții Noi
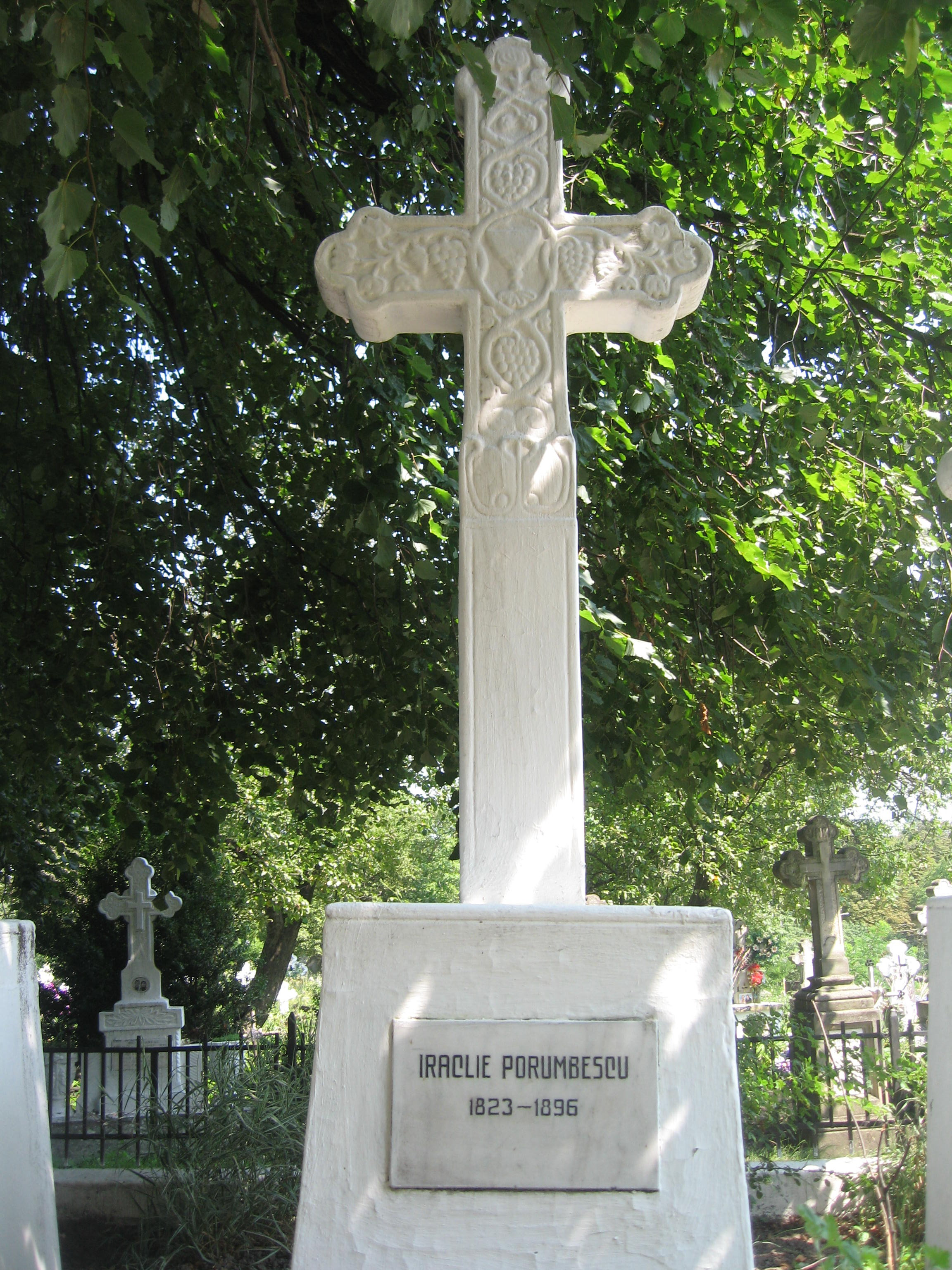
Mormântul actual al preotului Iraclie Porumbescu